# مقهى الليل
مقهى الليل هي لوحة زيتية للفنان الهولندي فينسنت فان خوخ رسمها في سبتمبر 1888، اللوحة معروضة حالياً في معرض فنون جامعة يل.